# Reabilitação profissional
A reabilitação profissional é um serviço prestado pelo INSS aos seus segurados e dependentes, bem como a deficientes sem vínculo com o instituto. É isenta de carência e consiste em uma atividade multiprofissional com vistas a inserir ou reinserir a pessoa no mercado de trabalho. Compreende treinamento e fornecimento gratuito de próteses e órteses, assim como transporte e hospedagem. 
Se o segurado estiver em gozo de auxílio-doença, este será mantido por todo o período de reabilitação. 
Ao final, o segurado receberá um certificado de capacidade profissional com as atividades que está apto a exercer. 
Se não for reabilitável, será aposentado por invalidez. Havendo sequelas, receberá o auxílio-acidente.